# Commiphora sessiliflora
Espèce
Classification APG II (2003)
Commiphora sessiliflora est une espèce d'arbre de la famille des Burseraceae originaire de l'Afrique de l'Est.

## Description
Buisson ou petit arbre, sans épines, jusqu'à 5 m de hauteur. Écorce molle de couleur gris argenté, se défoliant en lambeaux. Exudat incolore et inodore. Feuilles jusqu'à 20 cm incluant un pétiole de 1,5 à 10 cm, 3-5 folioles.

## Aire de répartition
Sud-Ouest de l'Éthiopie, Somalie. Croît sur du gypse dans des brousses ouvertes d'Acacia et Commiphora. Précipitations de 230 mm.

## Synonymes
- Commiphora guidotti Chiov.